# Daniel Bukantz
Daniel B. Bukantz (ur. 4 grudnia 1917 w Nowym Jorku zm. 26 lipca 2006 tamże) – północnoamerykański szermierz. Reprezentant Stanów Zjednoczonych na czterech igrzyskach olimpijskich: 1948 w Londynie, 1952 w Helsinkach, 1956 w Melbourne i 1960 w Rzymie.

## Osiągnięcia
Igrzyska Olimpijskie 1948
W Londynie Bukantz uczestniczył w konkursie drużynowym florecistów, w którym reprezentanci Stanów Zjednoczonych dotarli do finału, gdzie nie sprostali Europejczykom i zajęli 4. miejsce.
Igrzyska Olimpijskie 1952
W Helsinkach Bukantz uczestniczył w turnieju indywidualnym i drużynowym florecistów w obu odpadł w drugiej rundzie.
Igrzyska Olimpijskie 1956
W Melbourne Bukantz uczestniczył w konkursie drużynowym, w którym podobnie jak w 1948 reprezentanci Stanów Zjednoczonych dotarli do finału, gdzie musieli uznać dominacje szermierzy z Europy.
Igrzyska Olimpijskie 1960
W Rzymie Bukantz uczestniczył w konkursie drużynowym. Reprezentanci Stanów Zjednoczonych zajęli 5. miejsce ex aequo z Francją, Wielką Brytanią i Polską. 